# دومينيك غارد
دومينيك غارد (بالفرنسية: Dominique Garde)‏ ولد بتاريخ 18 مارس 1959 في فرنسا، هو دراج فرنسي سابق.

## روابط خارجية
- دومينيك غارد على موقع أرشيف الدراجات (الإنجليزية)
- دومينيك غارد على موقع إحصائيات الدراجات الإحترافية (الإنجليزية)